# Welvingsklep

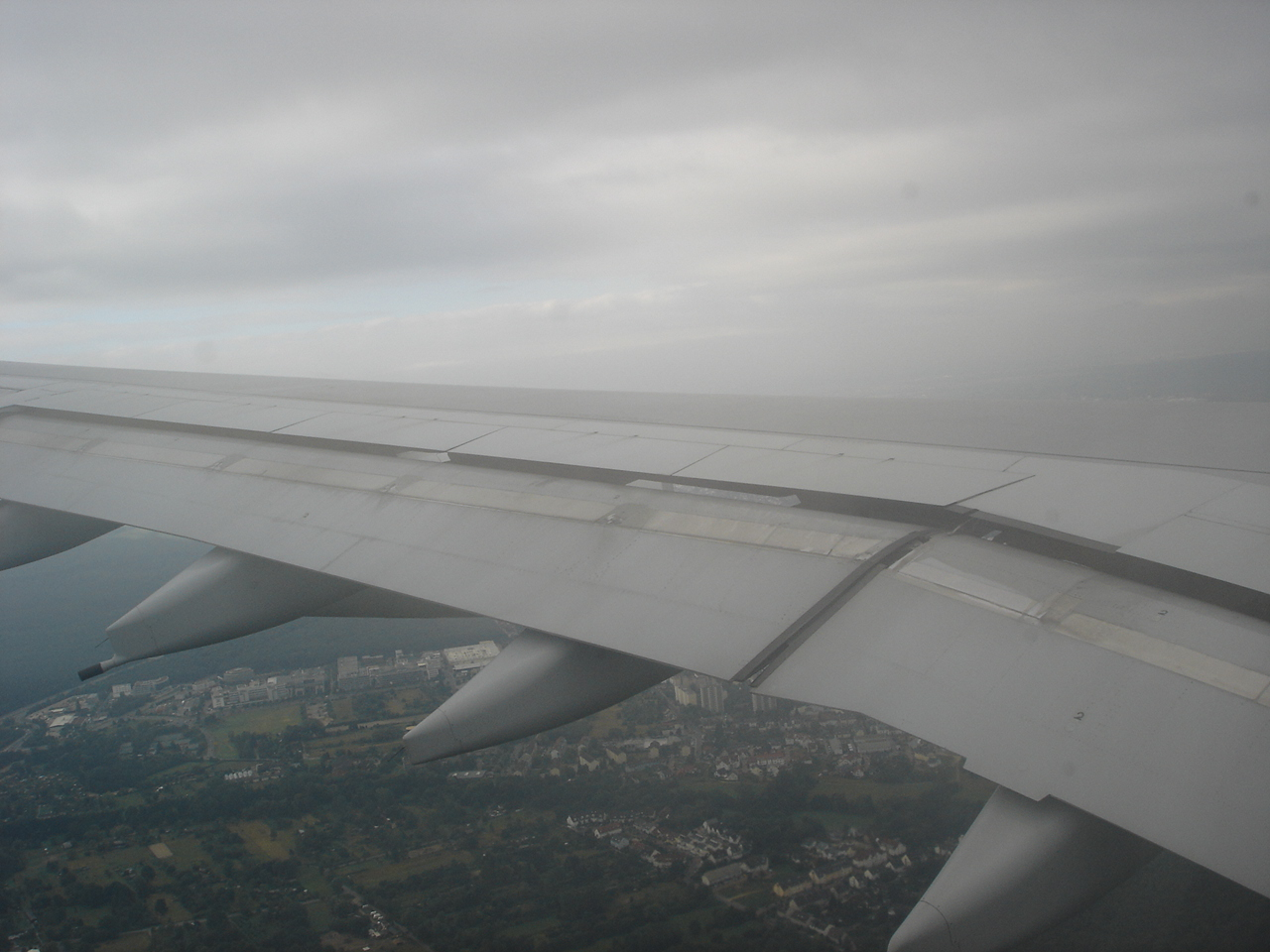
Vleugel van Airbus A340 met welvingskleppen (flaps) gedeeltelijk omlaag

Een welvingsklep (Engels: flap) is een uitschuifbaar of verstelbaar deel van een vleugel van een vliegtuig, dat het oppervlak van een vleugel of het vleugelprofiel kan veranderen, waardoor de liftkracht (draagkracht) wordt vergroot of verkleind.
Bij het opstijgen en het landen worden de welvingskleppen uitgeschoven of omlaag gezet, waardoor de draagkracht groter wordt en het vliegtuig met een lagere snelheid kan vliegen zonder dat het overtrekt.
Wanneer het vliegtuig al redelijk op snelheid is, worden de welvingskleppen weer ingeschoven of gelijk gezet met het normale vleugelprofiel. De draagkracht wordt dan wel verkleind, maar de luchtweerstand wordt ook minder. Zo kan het vliegtuig sneller en met een lager brandstofverbruik zijn bestemming halen. 
Welvingskleppen kunnen in verschillende standen ingesteld worden. Dat wordt aangeduid oftewel in graden, de aanduiding in de cockpit komt hierbij een-op-een overeen met de hoek van de welvingskleppen, of de aanduiding is in units (bijvoorbeeld: 0, 1, 2, 3 en full).
Bij sommige staartwielvliegtuigen worden de welvingskleppen, afhankelijk van de wind, vrijwel direct na de landing ingetrokken om zo veel mogelijk lift weg te halen.

## Voordelen
- Het vliegtuig kan met een lagere snelheid vliegen, opstijgen en landen, waardoor een kortere start- en landingsbaan nodig is.
- De invalshoek wordt kleiner, waardoor de vliegers een beter zicht hebben op de landingsbaan.
- De luchtweerstand van het vliegtuig wordt vergroot door het selecteren van de flaps, zodat het sneller kan dalen.

## Soorten

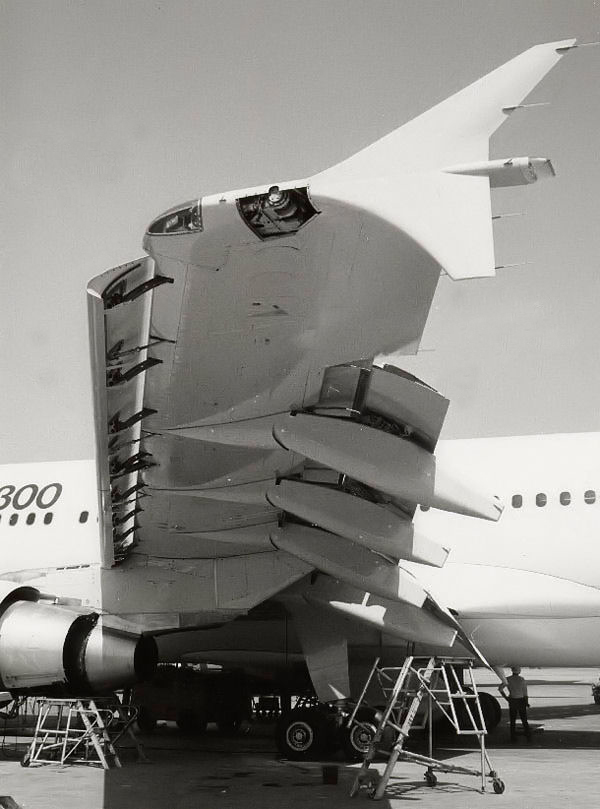
Flaps en slats uitgeklapt (bij een Airbus A300)

Er zijn twee verschillende soorten welvingskleppen:
- Flaps, welvingskleppen aan de achterzijde van de vleugel.
- (Leading-edge) slats, welvingskleppen aan de voorkant van de vleugel met hetzelfde doel: het vleugelprofiel veranderen om met een lagere snelheid te kunnen vliegen.